# Joseph Mora
Joseph Martín Mora Cortéz (Carrizal, 15 gennaio 1993) è un calciatore costaricano, difensore del Saprissa.

## Carriera
Dopo aver passato 3 stagioni al D.C. United, il 14 dicembre 2021 viene selezionato nel draft dal neo ammesso club di MLS, lo Charlotte FC.